# Haemodorum loratum
Haemodorum loratum là một loài thực vật có hoa trong họ Huyết bì thảo. Loài này được T.D.Macfarl. mô tả khoa học đầu tiên năm 1987.